# 羅賓·楊特
羅賓·R·楊特（英語：Robin R. Yount，1955年9月16日—），綽號「小子」和「搖滾羅賓」，為美國職棒大聯盟的游擊手和外野手。職棒生涯20年皆效力於密爾瓦基釀酒人。
1974年，年僅18歲的楊特登上大聯盟，他也是美國近代最後一位以18歲之齡登上大聯盟的球員。他生涯拿過2次MVP獎項，並在1982年率隊打進隊史首次，也是目前唯一一次的世界大賽。楊特在1999年入選名人堂，他在退休後也轉任球隊教練持續指導後進。

## 職業生涯

### 生涯早期
1973年美國職棒大聯盟選秀，楊特在第一輪第3順位被釀酒人選走。而在他之後被選走的球員則是未來的名人堂球星戴夫·溫菲爾德。隔年，才年僅18歲的楊特就被拉上大聯盟。而他雖然在前4場比賽都沒敲出任何安打，不過他在第6場比賽敲出了再見全壘打。他也是大聯盟目前最後一位在18歲時敲出全壘打的球員。1975年9月14日，楊特成為大聯盟史上在20歲前，出賽最多的球員，打破了47年前由密爾·歐特締造的紀錄。
1978年，楊特因為拒絕被球隊移防外野，於是威脅球隊他要退休並去打高爾夫。這年球隊在楊特缺席期間，將菜鳥內野手保羅·莫里特升上大聯盟。最後球隊答應了楊特的要求，他們讓莫里特移往三壘，將游擊位置讓給楊特。
1980年，楊特首度入選明星賽。他後來也成為釀酒人隊史第一位連續兩年入選明星賽先發的選手。

### 1982年

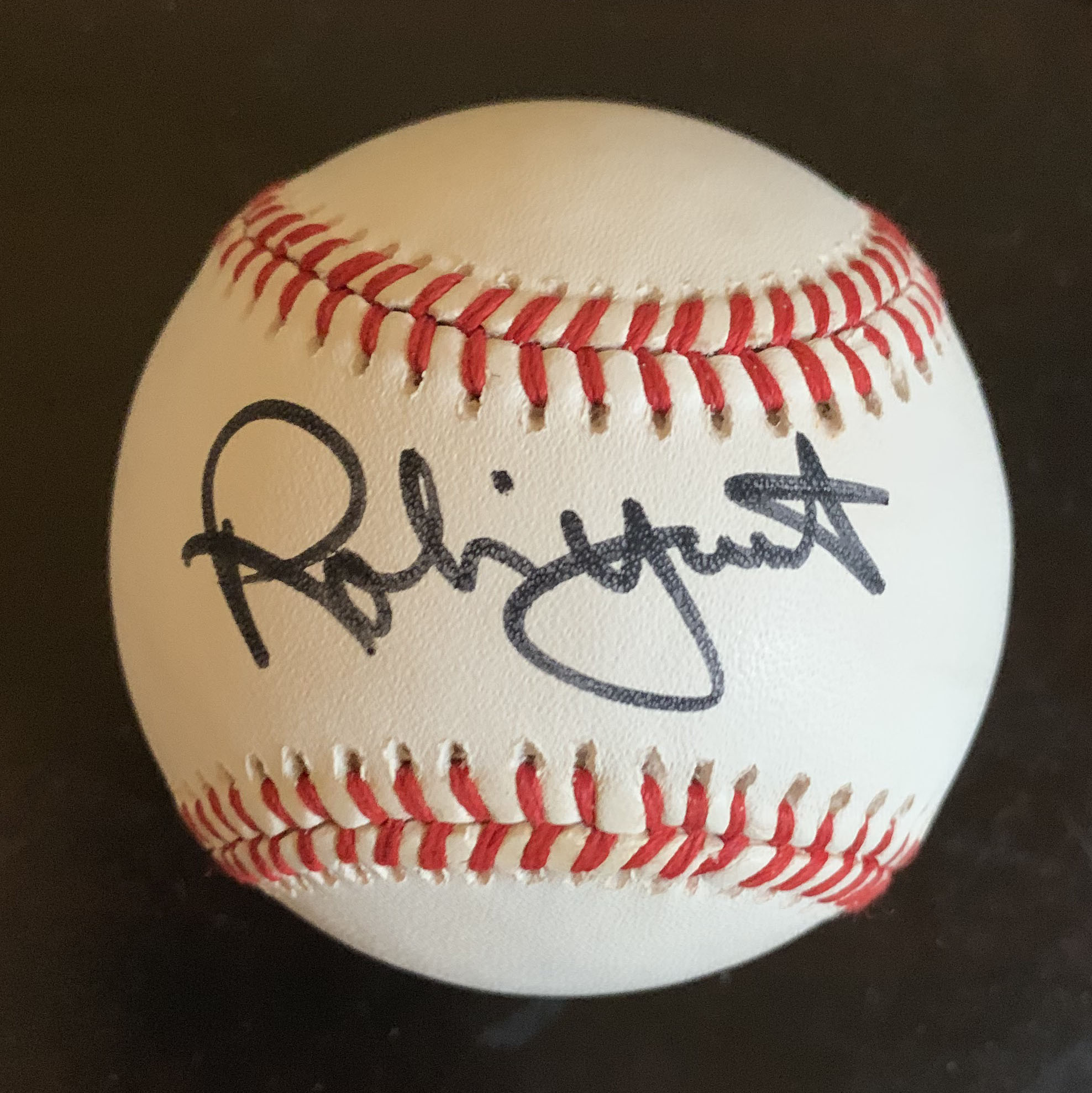
楊特在1984年的簽名球。

這年楊特以210支安打拿下安打王。釀酒人和金鶯也在這年追逐東區的龍頭，而楊特在球季的最後一場比賽剛好面對金鶯，並從金鶯先發吉姆·帕爾默手中敲出2支全壘打，最後以10比2拿下勝利。這年楊特的打擊率為3成31，並敲出29轟與114分打點。他的打擊率在美聯僅次於皇家隊的Willie Wilson，不過他5成78的長打率也寫下了游擊手單季次高的紀錄。另外單季129次得分也是游擊手新高紀錄。
此外，楊特也在這年囊括了金手套和美聯MVP等大獎。這年釀酒人一路闖進世界大賽，儘管楊特在世界大賽兩度達成單場4安的紀錄，打擊率高達4成14，並敲出1轟與6分打點，不過最後釀酒人還是輸給了紅雀。

### 生涯後期

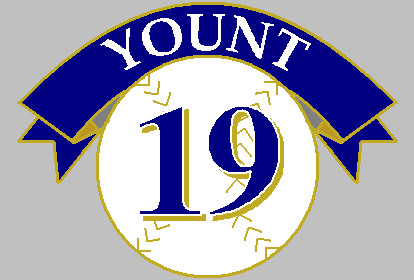
1994年，釀酒人隊將楊特的19號球衣退休。

1985年，楊特因為肩膀傷勢不得不移至外野。後來他也成為了球隊的不動中外野手。1989年，楊特拿下第二座MVP大獎。他也成為大聯盟史上第三位在兩個不同守備位置都拿下MVP的球員，前兩位分別為漢克·格林伯格（分別以一壘手和左外野手身分獲獎）和斯坦·穆休（以一壘手獲獎一次、右外野手身分獲獎兩次）。
球季結束後，楊特成為自由球員。原本加州天使隊已經準備給予楊特合約，不過他選擇和釀酒人簽下3年960萬美元的合約。1991年，楊特因為腎結石短暫進入傷兵名單。
1992年9月9日，楊特敲出生涯第3000支安打。他在隔年球季結束後退休，而釀幾人也在1994年將他的19號球衣永久退休。1995年，楊特入選威斯康辛州的運動名人堂。1999年，他入選大聯盟的名人堂。這年大聯盟也進行了美國職棒大聯盟世紀球隊的票選，而楊特在游擊手票選上拿下第五高票。

### 教練生涯
2002年至2004年，楊特在響尾蛇隊擔任一壘指導教練和板凳教練。隨著總教練被解雇，楊特也跟著辭職。2002年的明星賽，楊特也和幾位前釀酒人球星漢克·阿倫、華倫·史潘以及Bob Uecker受邀參加開球。
2005年，時任釀酒人隊總教練的內德·約斯特先讓前釀酒人選手Dale Sveum擔任球隊三壘指導教練。楊特隨後也成為球隊的板凳教練。2008年9月15日，Sveum升任總教練，而楊特繼續擔任板凳教練。
2012年，隨著Sveum轉往小熊擔任總教練，兩人的合作關係也跟著終止。當時有傳言指出Sveum會邀請楊特去小熊擔任教練，不過最後都被Sveum一一駁斥。2014年，楊特在春訓成為釀酒人的特別指導員。

## 個人生活
楊特在1979年結婚。而他的哥哥Larry是一名投手，不過他哥哥在大聯盟初登板時因為熱身受傷，結果一個打者都沒對決就因傷退場。他的兒子Dustin曾在小聯盟打拚多年，兩個姪子Austin和Cody也都分別在道奇小聯盟還有大學隊打過棒球。
在退休之後，楊特開始接觸賽車。2008年6月，楊特自製了一款檸檬氣泡飲，並取名為Robinade。楊特平常會和另一位前大聯盟球員Dale Sveum一起去打獵。不過2012年時，楊特不小心開槍射中Sveum，造成Sveum輕微受傷。
2018年10月20日，楊特受邀在國聯冠軍賽第7場開球。最後道奇以5比1贏球，晉級世界大賽。

### 生涯打擊數據
| 出賽場次 | 打席  | 打數  | 得分 | 安打 | 二安 | 三安 | 全壘打 | 打點 | 盜壘 | 保送 | 三振 | 打擊率 | 上壘率 | 長打率 | 觸身球 | 守備率 |
| -------- | ----- | ----- | ---- | ---- | ---- | ---- | ------ | ---- | ---- | ---- | ---- | ------ | ------ | ------ | ------ | ------ |
| 2856     | 12249 | 11008 | 1632 | 3142 | 583  | 126  | 251    | 1406 | 271  | 966  | 1350 | .285   | .342   | .430   | 27     | .965   |

## 外部連結
- 球員資訊和成績在MLB，ESPN，Baseball-Reference，Fangraphs（英文）
- 羅賓·楊特在台灣棒球維基館上的頁面（繁體中文）

| 成就                           | 成就                   | 成就                             |
| ------------------------------ | ---------------------- | -------------------------------- |
| 前任： 羅利·芬格斯 荷西·坎塞柯 | 美聯MVP 1982年 1989年  | 繼任： 小卡爾·瑞普肯 瑞奇·韓德森 |
| 前任： Albert Hall             | 完全打擊 1988年6月12日 | 繼任： Chris Speier              |